# Cylindrosporium concentricum
Cylindrosporium concentricum är en svampart som beskrevs av Unger 1833. Cylindrosporium concentricum ingår i släktet Cylindrosporium, ordningen disksvampar, klassen Leotiomycetes, divisionen sporsäcksvampar och riket svampar.   Inga underarter finns listade i Catalogue of Life.